# Langley (Kolumbia Brytyjska)
Langley (pełna nazwa Township of Langley) – dystrykt gminny w południowej części Kolumbii Brytyjskiej w Kanadzie. Liczy 93 726 mieszkańców (2006).